# ینی‌کند (صابرآباد)
ینی‌کند (به لاتین: Yenikənd) یک منطقه مسکونی در جمهوری آذربایجان است که در شهرستان صابرآباد واقع شده است. ینی‌کند ۲۰۱۶ نفر جمعیت دارد.